# Západní Sajan
Západní Sajan (rusky Западный Саян) je horská soustava o délce 650 km v jižní části Krasnojarského kraje a Tuvy v Rusku. Na západě je ohraničen Šapšalským hřbetem, Abakanským hřbetem a Kuzněckým Alatau. Táhne se severovýchodním směrem o šířce od 200 do 80 km až k Východnímu Sajanu, k pramenům řek Uda a Kazyr.

## Orografie
Západní Sajan začíná východně od Teleckého jezera v pramenné oblasti řeky Malý Abakan. Táhne se na severovýchod asi 650 km do pramenné oblasti řek Uda a Kazyr. Na severozápadě klesá do Kuzněcké a Minusinské kotliny, na jihovýchodě do Tuvinské a Todžianské kotliny. Západní Sajan tvoří soustava úzkých hřbetů, které jsou odděleny hlubokými říčními údolími a mezihorskými kotlinami (například Uskou kotlinou). Hlavní hřbet má v západní části (po údolí Jeniseje) typický alpský reliéf (2800-3000 m n. m.). Jižně od hlavního hřbetu je nejvyšší vrchol Západního Sajanu Kyzyl-Tajga (3121 m). Východně od údolí Jeniseje se povrch snižuje, má převážně středohorský ráz, při pramenech řeky Us se zvyšuje a při styku s Východním Sajanem dosahuje výšky okolo 3000 m. 

## Geologie
Západní Sajan se začal tvořit v kaledonském vrásnění. Tvoří ho především prvohorní břidlice, pískovce, vápenec, žula a tufit. Na současný reliéf hřbetu měl největší vliv zdvih pohoří zejména v třetihorách, čtvrtohorní zalednění a intenzivní eroze.

## Historie

### Předruské období
V povodích řek Tuvinské a Minusinské kotliny se člověk objevil poprvé již před 20–25 tisíci lety. Předpokládá se, že v horách Západního Sajanu si člověk poprvé ochočil soba.
V oblasti žili předkové Chakasů, kteří zde těžili a zpracovávali železo, měď, stříbro a zlato. Znali také zavlažování a měli své písmo.
O obchodních vazbách místních obyvatel svědčí zejména nálezy mincí ze starověké Číny, arabského světa a římské oblasti kolem Černého moře.

### Ruské období
První Rusové se v Západním Sajanu objevili v roce 1615. Byli to carovi poslové Tjumeněc a Petrov, kteří přes tuto oblast putovali s poselstvím do Tuvy. Zanechali písemné poznámky a geografický popis hor.
V roce 1675 nedaleko ústí Abakanu byl postaven Abakinský ostrog, který se stal výjezdním místem mnoha výprav do oblasti Jeniseje. V letech 1717-1718 byl na úpatí Západního Sajanu postaven také Sajanský ostrog. Až do poloviny 19. století byly úrodné pláně Minusinské kotliny téměř nevyužívané. Po zrušení nevolnictví v Rusku v roce 1861 následoval příliv přistěhovalců na Sibiř, zejména do minusinské oblasti, který se po Stolypinově agrární reformě v roce 1906 ještě zintenzivnil. Ruští osadníci se usadili na pravém břehu Jeniseje, v lesostepi a tajze, a zabývali se především zemědělstvím. Stepní levý břeh zůstal Chakasům, kteří se věnovali chovu dobytka.
Intenzivní ruská kolonizace brzy vedla k nedostatku vhodné orné půdy. Rusové se začali usazovat i na levém břehu Jeniseje, který dosud nechávali Chakasům. V Sajanských horách se v tu dobu také začali usazovat tzv. Starověrci.
Po osídlení úrodných kotlin následovalo zahájení těžby. Již v roce 1740 začala fungovat továrna na tavení mědi v Lukazu a irbínské železárny (první závod na výrobu železa na celé Sibiři). Primitivní výrobní technologie, nízká hustota obyvatel a slabé prodejní trhy však vedly postupně k bankrotům místních továren.
Ve 30. letech 19. století bylo v Západním Sajanu objeveno zlato. To vedlo k rozvoji obchodu, komerční produkce a rozvoji dopravy v regionu. 
V roce 1867 začal uralský obchodník Kolčugin těžit na řece Abakan železnou rudu a vybudoval tam slévárnu železa a železárnu, které pojmenoval Abakanský Závod, zkrácením názvu na Abaza vzniklo současné chakaské město.
V roce 1911 obsadila Tuvu ruská vojska, v roce 1914 byl zřízen ruský protektorát Tuva. Ve stejném roce bylo založeno město Bělocarsk, které se stalo centrem oblasti a nejdůležitějším městem Západního Sajanu.

### Sovětské období
Až do dvacátých let 20. století byla hlavní cestou do Tuvinské kotliny vodní cesta po Jeniseji. V prvních letech sovětského období byla dokončena silnice přes Západní Sajan z Minusinsku do Bělocarsku. Dnes je většina této staré cesty součástí federální dálnice M54 Jenisej.
Sovětší geologové objevili v Západním Sajanu velké zásoby železných a měděných rud, rýžoviště zlata a ložiska azbestu. V tajze byly zakládány dřevařské podniky a rozvinul se obchod s kožešinami.
V roce 1976 byla na levém břehu Jeniseje vytvořena Státní přírodní rezervace Sajano-Šušensky. V roce 1978 byla dokončena stavba Sajansko-šušenské vodní elektrárny, která i v roce 2021 patří mezi nejvýkonnější elektrárny na světě.
I v dobách SSSR zůstával Západní Sajan řídce osídleným územím. V 60. letech 20. století existovalo v horách mnoho menších osad, které s koncem SSSR zanikly.
Od 70. let 20. století se v Západním Sajanu rozvíjí organizovaný cestovní ruch.

## Podnebí
Podnebí Západního Sajanu je kontinentální s výraznou výškovou stupňovitostí. Teplota zde klesá o 1 °C na každých 150 metrů. Rozdíl v délce teplého období mezi hřebeny a podhůřím je asi 40 dnů.
Zima je zde dlouhá a mrazivá, jaro přichází pozdě. Na konci května průměrná denní teplota stoupne nad nulu a začíná tání sněhu. V hlavní oblasti sníh roztává až v červnu. Léta jsou zde krátká a velmi chladná. Jsou zaznamenány případy, kdy v červenci a v srpnu napadlo i 30 cm sněhu. V září jsou na horách časté sněhové vánice. Od října jsou průměrné denní teploty pod nulou.
Na úpatí Západního Sajanu je sucho, jen málo srážek. V Minusinské a Tuvinské kotlině jsou zaznamenány i zimy zcela bez sněhu. V horách je velké množství srážek, až 1 200 mm ročně. Nejdeštivější měsíce jsou červenec a srpen, nejsušší je únor.